# Тевенен, Шарль
Шарль Тевене́н (фр. Charles Thévenin; 12 июля 1764 года, Париж — 28 февраля 1838 года, там же) — французский художник-баталист неоклассицизма, изображавший героические сцены периода Революции и Империи.

## Биография
Сын придворного архитектора, обучался в Королевской Академии живописи и скульптуры у художника Венсана. В 1789 году награждён вторым призом Римской премии за полотно «Иосиф, признанный братьями». В том же году первым из живописцев обратился к теме взятия Бастилии («Un «vainqueur» de la Bastille», музей Карнавале). Лауреат Римской премии 1791 года.
В 1816–1823 годах — директор Французской Академии в Риме; по возвращении во Францию стал в 1825 году членом Академии изящных искусств, затем хранителем кабинета эстампов Национальной библиотеки.

## Галерея
- «Захват Ратисбона»
- Иосиф, признанный братьями 
(1789)
- Взятие Бастилии 
(1792)
- Праздник Федерации (1796)
- Ожеро на Аркольском мосту, 15 ноября 1796 (1798)